# Petachja
Petachja (hebr. פתחיה) – moszaw położony w samorządzie regionu Gezer, w Dystrykcie Centralnym, w Izraelu.
Leży w zachodniej części Szefeli, w otoczeniu moszawów Pedaja, Jacic, Ramot Me’ir, Macliach, Azarja i Bet Uzzi’el, kibucu Na’an, oraz wiosek Ganne Hadar i Karme Josef.

## Historia
Pierwotnie znajdowała się tutaj arabska wioska An-Na’ani, która została wyludniona i zniszczona podczas wojny o niepodległość w 1948.
Podczas badań archeologicznych w 1950 odkryto pozostałości starożytnego akweduktu, który doprowadzał wodę do miasta Ramla.
Współczesny moszaw został założony w 1951 przez żydowskich imigrantów z Tunezji. Później dołączyli do nich imigranci z Algierii i Indii.

## Kultura i sport
W moszawie jest ośrodek kultury oraz boisko do piłki nożnej.

## Gospodarka
Gospodarka moszawu opiera się na intensywnym rolnictwie i uprawach winnic.

## Komunikacja
Na zachód od moszawu przebiega autostrada nr 6, brak jednak możliwości bezpośredniego wjazdu na nią. Z moszawu wyjeżdża się na południe drogę nr 4243, którą dojeżdża się do moszawu Pedaja, a następnie do drogi ekspresowej nr 44  (Holon–Eszta’ol).